# Sędzice (Basse-Silésie)
Pour les articles homonymes, voir Sędzice.
Sędzice est une localité polonaise de la gmina de Zawonia, située dans le powiat de Trzebnica en voïvodie de Basse-Silésie.